# Stop The Traffik

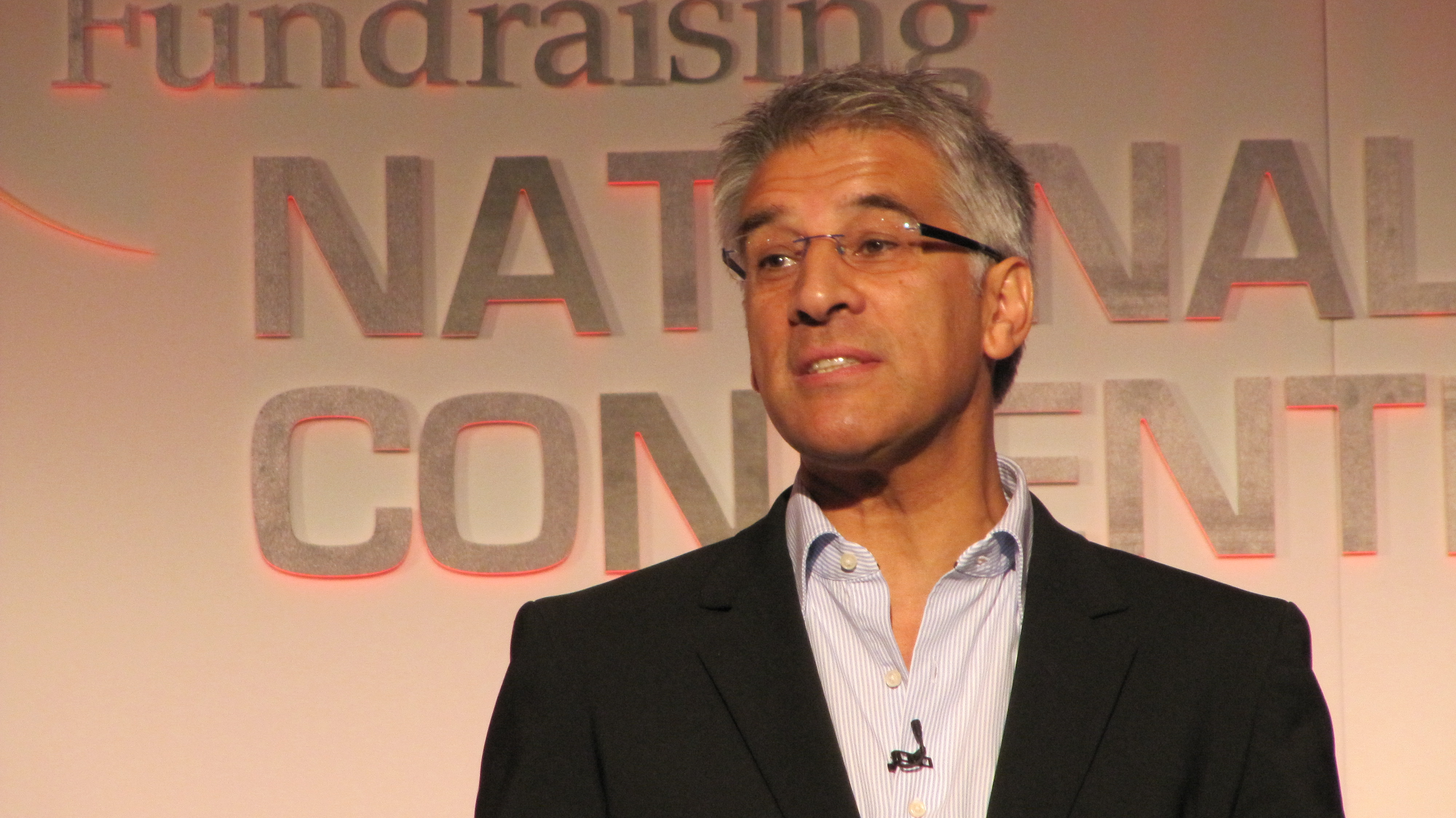
Steve Chalke 2012

Stop the Traffik ist eine weltweite Kampagne gegen Menschenhandel und moderne Sklaverei, die 2006 von dem Briten Steve Chalke in London  gegründet wurde. 

## Geschichte
Zuerst war Stop the Traffik eine zweijährige Kampagne zur Zweihundertjahrfeier der Abschaffung des Sklavenhandels. Die Kampagne zielte darauf ab: 
- Information: Bewusstsein und Verständnis über Menschenhandel schaffen
- Verteidigen: Gemeinsam mit den Machthaber Menschenhandel minimieren
- Finanzierung von Arbeit zur Bekämpfung des Menschenhandels auf der ganzen Welt

Ein Höhepunkt der Kampagne war der Freedom Day am 25. März 2007, der anlässlich des zweihundertsten Jahrestages zur Abschaffung der transatlantischen Sklaverei stattfand. 
Als Ergebnis der Kampagne konnten 1,5 Millionen Unterschriften zur globalen Bekämpfung des Menschenhandels an die Vereinten Nationen gesammelt werden. Viele Prominente wie Bob Geldof und Paul McCartney sowie über 200 Mitglieder des Europäischen Parlaments hatten die Erklärung unterzeichnet. 
Im Jahr 2008 entwickelte sich aus der Kampagne eine unabhängige internationale Hilfsorganisation. Der Leiter Steve Chalke wurde zum UN-Sonderberater der Gemeinschaft gegen Menschenhandel bestellt.

## Schokoladen-Kampagne
Ziel ist die Beendigung des Kinderhandels in den Kakaoanbau-Nationen in West-Afrika (wie beim deutschen Projekt SchokoFair). Vor allem in der Elfenbeinküste, die ein Drittel des weltweiten Kakaos produziert, wurden und werden Tausende von Kindern aus der Elfenbeinküste und den Nachbarländern verschleppt, um Kakaobohnen zu ernten. Sie sind gezwungen, viele Stunden auf den Kakaoplantagen zu arbeiten und erhalten dafür kein Geld. 2001 wurde die ICI (International Cocoa Initiative) erstellt, um im Rahmen des Harkin-Engel-Protokolls Menschenhandel in der Schokoladenindustrie zu bekämpfen. Durch die Kampagne konnte eine Einigung auf Fairtrade erzielt werden, die mit mehreren großen Schokoladenherstellern wie Mars Incorporated, Verkade und Cadbury plc erwirkt wurde.

## Geschäftsreisende gegen Menschenhandel
Dieses Projekt berät international Reisende, die Verdachtsfälle von Menschenhandel melden wollen.

## Auszeichnungen
- 2007 New Media Award[5]